# Andrej Jermasj
Andrej Jermasj (russisk: Андрей Филиппович Ермаш) (født 5. marts 1957 i Jekaterinburg i Sovjetunionen, død 25. marts 2025 i Moskva, Rusland) var en sovjetisk filminstruktør og manuskriptforfatter.

## Filmografi
- Lunnaja raduga (Лунная радуга, 1983)[2][3]
- Konets Vetjnosti (Конец Вечности, 1987)